# 1987年メキシコグランプリ
1987年メキシコグランプリは、1987年F1世界選手権の第14戦として、1987年10月18日にメキシコシティのエルマノス・ロドリゲス・サーキットで開催された。

## 概要

### 予選
金曜のフリー・プラクティスでは、ロータス・ホンダのアイルトン・セナが最終コーナーでコースアウトしクラッシュし、コース上にまで部品が散らばったため、セッションが一時中断された。なおセナの身体にダメージはなかったため、そのまま午後の予選セッションに出走した。
土曜日の予選ではウィリアムズ・ホンダFW11Bのナイジェル・マンセルがポールポジションを獲得した。2番手には、シーズン後半に調子を上げてきたフェラーリのゲルハルト・ベルガーがつけた。
約2,300メートルの高地にあり酸素が薄いことから、ターボエンジン車が上位を独占したが、舗装が悪くバンピーな上に、埃が多く滑りやすい路面に手こずるドライバーが多く、アクティブサスペンションのセッティングに苦慮したロータス・ホンダのアイルトン・セナや中嶋悟が中盤に沈んだ他、予選アタックに失敗したマクラーレン・TAGのステファン・ヨハンソンも中盤に沈んだ。

### 決勝

#### クラッシュ多発
決勝は、1周目にマクラーレン・TAGのアラン・プロストが、ウィリアムズ・ホンダのネルソン・ピケと絡んでリタイヤし、さらに2周目に入った1コーナーで、追い抜きをかけたロータス・ホンダの中嶋悟がマクラーレン・TAGのステファン・ヨハンソンに追突し、さらにザクスピードのクリスチャン・ダナーがこれに巻き込まれたが、レースは中断されずそのまま続行した。
当初はスタートに成功したフェラーリのベルガーとベネトン・フォードのティエリー・ブーツェンがリードしたが、ブーツェンは15周目に、ベルガーも20周目に相次いでエンジントラブルでリタイヤし、その後はスタートで出遅れたものの上位に戻っていたマンセルがレースをリードした。

#### マンセル独走

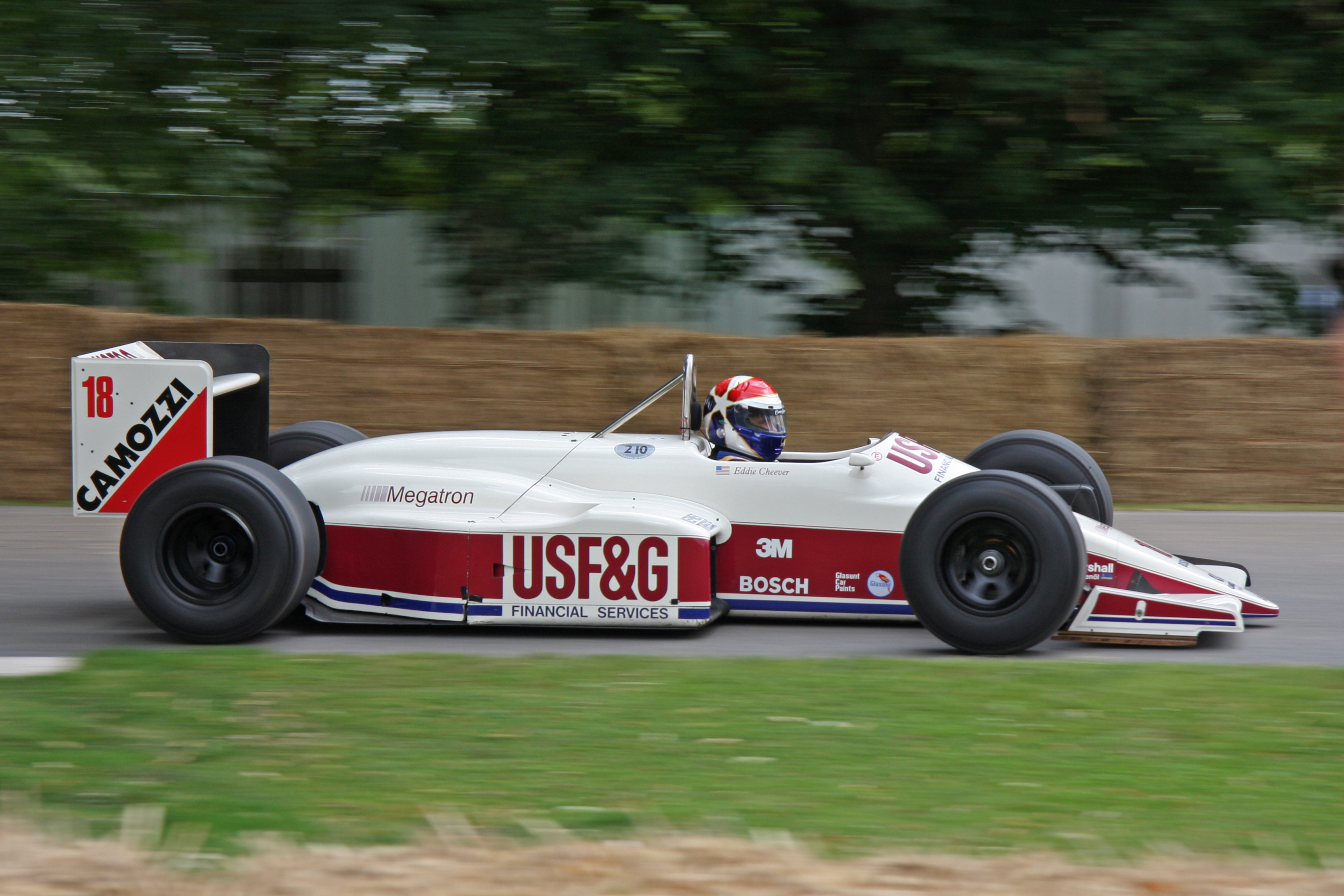
エディー・チーバーがドライブするアロウズA10B・メガトロン

その後、26周目にアロウズ・メガトロンのデレック・ワーウィックが最終コーナーで単独クラッシュし、脳しんとうを起こして一時マシンから脱出できなかった上、多くのパーツがコース上に散乱したためレースが中断された。
2ヒート制となったレース後半ではマンセルが独走状態を築き、そのままレースを制した。9ポイントを加算したマンセルは、ドライバーズタイトル獲得に希望をつないだ。しかし、ポイントで優位に立つピケも、1周目に起きたプロストとの接触からリカバーし2位に入り6ポイントを獲得。タイトル争いは次戦日本GPに持ち越されることとなった。
3位にはブラバム・BMWのリカルド・パトレーゼが、4位にはアロウズ・メガトロンのエディ・チーバーが入った。燃費に苦しんだベネトン・フォードのテオ・ファビは、2周遅れながら5位に入った。
なお、フリー・プラクティス時からアクティブサスに悩まされたロータス・ホンダのアイルトン・セナは、金曜日のフリー・プラクティス時同様にスピンオフしリタイヤした。また、酸素が薄いためにターボセッティングが難しいこともあり、多くのマシンがターボトラブルでリタイアし、完走は9台であった。

#### 「ジム・クラークカップ」争いの激化
6位には、上位のターボ勢が多数リタイアしたことに助けられたローラ・フォードのフィリップ・アリオーが入り、1ポイントを獲得するとともに、自然吸気エンジンユーザーのためのドライバーズタイトルである「ジム・クラークカップ」の獲得に期待をつないだ。しかし、7位にティレル・コスワースのジョナサン・パーマーが入ったことから、タイトル争いは、総合ドライバーズタイトルと同じく日本GPに持ち越されることとなった。

## 結果

### 決勝
| 順位  | No | ドライバー                 | コンストラクター               | 周回 | タイム/リタイヤ            | グリッド | ポイント |
| ----- | -- | -------------------------- | ------------------------------ | ---- | -------------------------- | -------- | -------- |
| 1     | 5  | ナイジェル・マンセル       | ウィリアムズ・ホンダ           | 63   | 1:26'24.207                | 1        | 9        |
| 2     | 6  | ネルソン・ピケ             | ウィリアムズ・ホンダ           | 63   | + 26.176                   | 3        | 6        |
| 3     | 7  | リカルド・パトレーゼ       | ブラバム・BMW                  | 63   | + 1'26.879                 | 8        | 4        |
| 4     | 18 | エディ・チーバー           | アロウズ・メガトロン           | 63   | + 1'41.352                 | 13       | 3        |
| 5     | 19 | テオ・ファビ               | ベネトン・フォード             | 61   | +2 Laps                    | 6        | 2        |
| 6 (1) | 30 | フィリップ・アリオー       | ローラ・フォード               | 60   | +3 Laps                    | 24       | 1        |
| 7 (2) | 3  | ジョナサン・パーマー       | ティレル・フォード             | 60   | +3 Laps                    | 22       |          |
| 8 (3) | 4  | フィリップ・ストレイフ     | ティレル・フォード             | 60   | +3 Laps                    | 25       |          |
| 9 (4) | 29 | ヤニック・ダルマス         | ローラ・フォード               | 59   | +4 Laps                    | 23       |          |
| Ret   | 12 | アイルトン・セナ           | ロータス・ホンダ               | 54   | スピンオフ                 | 7        |          |
| Ret   | 16 | イヴァン・カペリ           | マーチ・フォード               | 51   | 水漏れ                     | 20       |          |
| Ret   | 21 | アレックス・カフィ         | オゼッラ・アルファロメオ       | 50   | エンジントラブル           | 26       |          |
| Ret   | 26 | ピエルカルロ・ギンザーニ   | リジェ・メガトロン             | 43   | 水漏れ                     | 21       |          |
| Ret   | 23 | エイドリアン・カンポス     | ミナルディ・モトーリ・モデルニ | 32   | トランスミッショントラブル | 19       |          |
| Ret   | 25 | ルネ・アルヌー             | リジェ・メガトロン             | 29   | アクシデント               | 18       |          |
| Ret   | 17 | デレック・ワーウィック     | アロウズ・メガトロン           | 26   | アクシデント               | 11       |          |
| Ret   | 8  | アンドレア・デ・チェザリス | ブラバム・BMW                  | 22   | アクシデント               | 10       |          |
| Ret   | 28 | ゲルハルト・ベルガー       | フェラーリ                     | 20   | ターボトラブル             | 2        |          |
| Ret   | 20 | ティエリー・ブーツェン     | ベネトン・フォード             | 15   | 電機系トラブル             | 4        |          |
| Ret   | 24 | アレッサンドロ・ナニーニ   | ミナルディ・モトーリ・モデルニ | 13   | ターボトラブル             | 14       |          |
| Ret   | 27 | ミケーレ・アルボレート     | フェラーリ                     | 12   | エンジントラブル           | 9        |          |
| Ret   | 9  | マーティン・ブランドル     | ザクスピード                   | 3    | ターボトラブル             | 13       |          |
| Ret   | 2  | ステファン・ヨハンソン     | マクラーレン・TAG              | 1    | アクシデント               | 15       |          |
| Ret   | 11 | 中嶋悟                     | ロータス・ホンダ               | 1    | アクシデント               | 16       |          |
| Ret   | 10 | クリスチャン・ダナー       | ザクスピード                   | 1    | アクシデント               | 17       |          |
| Ret   | 1  | アラン・プロスト           | マクラーレン・TAG              | 0    | アクシデント               | 5        |          |

## エピソード
- 予選、決勝とともに晴天に恵まれたが、その結果コース上の塵や埃が増え、予選ではセナ、決勝ではワーウィックが最終コーナーでクラッシュするなどドライバーやメカニックを悩ませることとなった。
- ドライバーズタイトル争いが佳境に入ったピケとマンセルの関係は緊張を増し、チームメイトながらホテルのロビーで真横に座っても挨拶を交わすだけで、会話をしないほどであった。

## 記録
初グランプリ：ヤニック・ダルマス